# Obstetrícia i ginecologia

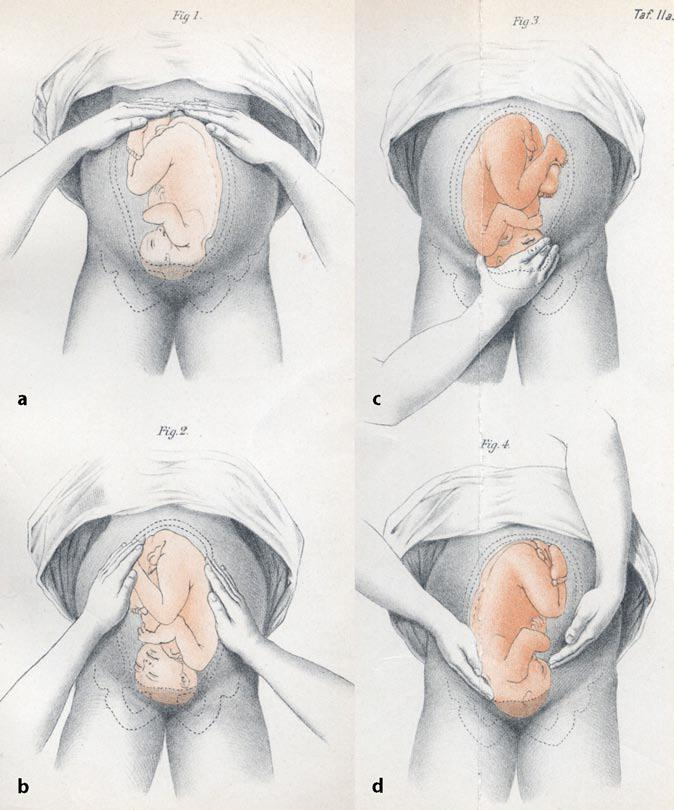
Les maniobres de Leopold són una pràctica de l'obstetrícia per identificar possibles complicacions del part i la conveniència o no de practicar una cesària.

L’obstetrícia i ginecologia és una especialitat mèdica que engloba dues subespecialitats. L'obstetrícia inclou l'embaràs, el part i el postpart, mentre que la ginecologia cobreix la salut del sistema reproductor femení; vagina, úter, ovaris i pits.
La definició d'aquesta especialitat s'ha anat ampliant. És "l'estudi de la fisiologia de la reproducció de la dona, les seves alteracions patològiques, i la clínica (diagnòstic i tractament d'aquestes)" segons la definició acadèmica del de la comissió espanyola d'aquesta especialitat del 1979. El mateix organisme, uns anys després, el 1986, indicava que és "una especialitat de contingut ampli i variat que comprèn: Els fenòmens fisiològics i patològics de la reproducció humana. La fisiologia de la gestació, part i postpart, així com les seves desviacions patològiques. La fisiologia i patologia inherents als òrgans que constitueixen el tracte genital femení, incloent-hi la mama. Els aspectes preventius, psíquics i socials que necessàriament es relacionen amb els apartats anteriors".
Històricament, l'especialitat s'ha desenvolupat especialment a partir de la segona meitat del segle xx. A la dècada del 1940 la mortalitat perinatal s'elevava fins al 60% entre els acabats de néixer, en les estadístiques dels grans hospitals europeus, i la mortalitat maternal entre la gestació i el postpart era habitual.
Entre els professionals més destacats d'aquesta especialitat hi ha hagut Roberto Caldeyro Barcia, fundador de l'Escola de Montevideo; Erich Saling, que va estudiar l'equilibri àcid-base i els estats hipòxits fetals; Ian Donald, introductor dels ultrasons; Gerhard Domagk i Alexander Fleming que van contribuir a reduir la morbimortalitat maternofetal amb quimioteràpia i antibiòtics; Douglas Charles Aitchison Bevis i Thomas Orville Menees que van introduir l'amniocentesis; i l'Escola de Manchester pels avenços en l'analgèsia epidural.

## Història

### Història antiga

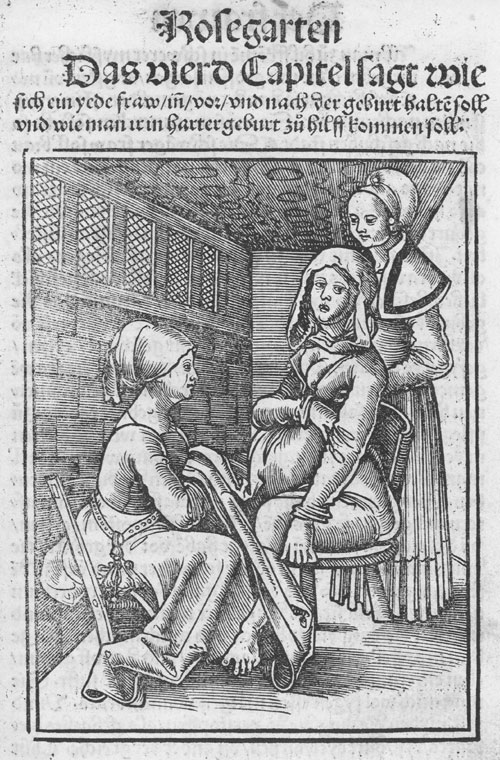
Una dona pareix en una cadira de part, obra del metge alemany Eucharius Rößlin.

A l'antic Egipte, el comaratge era una ocupació femenina reconeguda, com testifica el papir Ebers, que data de 1900 a 1550 a.C. Cinc columnes d'aquest papir tracten sobre obstetrícia i ginecologia, especialment pel que fa a l'acceleració del part i el pronòstic del naixement del nounat. El papir Westcar, datat el 1700 a.C., inclou instruccions per calcular la data prevista del part i descriu diferents estils de cadires de part. Els baixos relleus de les sales de part reals de Luxor o d'altres temples també testifiquen la gran presència de les llevadores en aquesta cultura.
La gestió del part a l'antiguitat grecoromana abastava un ampli ventall de dones, entre les quals s'incloïen ancianes que continuaven les tradicions mèdiques populars als llogarets de l'Imperi Romà, llevadores formades que obtenien els seus coneixements de diverses fonts i altament capacitades, que eren considerades com metgesses. No obstant això, hi havia certes característiques desitjables en una «bona» llevadora, com va descriure el metge Sorà d'Efes al segle ii. En la seva obra, Ginecologia, afirma que «una persona adequada serà instruïda, espavilada, posseïdora de bona memòria, amant de la feina, respectable i, en general, no excessivament impedida quant als seus sentits [és a dir, vista, olfacte, oïda], sana de membres, robusta i, segons algunes persones, dotada de dits llargs i prims i amb les ungles curtes». Sorà també recomana que la llevadora sigui de disposició comprensiva (encara que no calia que hagués tingut un fill) i que mantingui les mans suaus per a la comoditat tant de la mare, com del nen. Plini el Vell, un altre metge d'aquesta època, valorava la noblesa i una disposició tranquil·la i discreta en una llevadora. Sembla que hi havia tres «graus» de llevadores: La primera era tècnicament competent; la segona podria haver llegit alguns dels textos sobre obstetrícia i ginecologia; però la tercera estava altament capacitada i se la considerava raonablement una metgessa especialista en obstetrícia. Agnòdice va ser la primera comadrona de la història (encara que probablement apòcrifa) esmentada entre els antics grecs.
Les llevadores eren conegudes per molts títols diferents a l'antiguitat, des de iatrinē (Gr., infermera ), maia (Gr., llevadora), obstetrix (Lat., obstetra ), i medica (Lat., metge). Sembla que l'obstetrícia es tractava de manera diferent a cada extrem de la conca mediterrània. A Orient, algunes dones van passar de la professió de llevadora (maia) a la de ginecòloga (iatres gynaikeios, traduït com a metge de dones), per a la qual es requeria una formació oficial. A més, als cercles mèdics i cultes d'Orient circulaven alguns tractats de ginecologia escrits per dones amb noms grecs, encara que eren poques. Basant-se en aquests fets, sembla que l'obstetrícia a Orient era una professió on les dones podien guanyar-se la vida i l'estima suficient per publicar obres llegides i citades per metges homes. De fet, diverses disposicions legals romanes suggereixen clarament que les llevadores gaudien d'un estatus i una remuneració comparables als dels metges homes. Un exemple d'aquest tipus de llevadora és Salpe, que va escriure textos sobre les malalties de les dones i va ser esmentada diverses vegades a les obres de Plini.

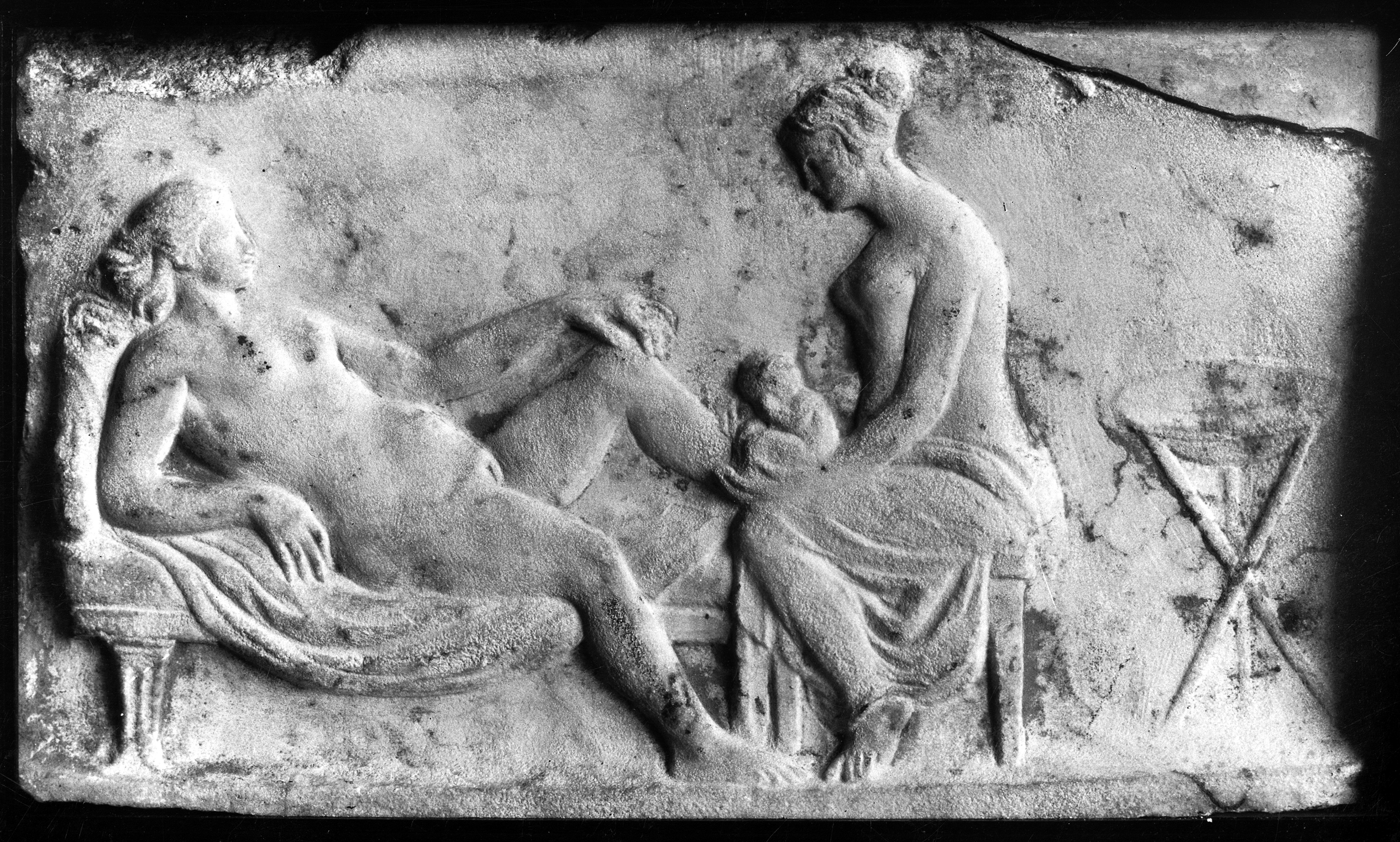
Antic relleu romà d'una llevadora.

No obstant això, a la Mediterrània occidental, la informació sobre les comares en actiu procedeix principalment d'epitafis funeraris. L'examen d'una petita mostra d'aquests epitafis permet plantejar dues hipòtesis. La primera és que la de llevadora no era una professió a què es veiessin atretes les dones de famílies que havien gaudit de la condició de lliures durant diverses generacions; per tant, sembla que la majoria de llevadores eren d'origen servil. En segon lloc, atès que la majoria d'aquests epitafis funeraris descriuen les dones com a alliberades, es pot proposar que les llevadores eren, en general, prou valorades i obtenien suficients ingressos per poder obtenir la seva llibertat. Aquests epitafis no donen pistes sobre com se seleccionava determinades esclaves per a la seva formació com a llevadores. És possible que s'iniciessin com a aprenents, i el més probable és que les mares ensenyessin les filles.
Les funcions reals de la llevadora a l'antiguitat consistien principalment a ajudar en el procés del part, encara que també podien haver ajudat amb altres problemes mèdics relacionats amb la dona quan era necessari. Sovint la llevadora sol·licitava l'assistència d'un metge quan es preveia un part més difícil. En molts casos, la llevadora portava dos o tres assistents. A l'antiguitat, tant les llevadores com els metges creien que un part normal era més fàcil quan la dona s'asseia dreta. Per això, durant el part, les llevadores portaven un tamboret a la casa on tindria lloc el part. Al seient del tamboret hi havia un orifici en forma de mitja lluna pel qual sortia el nadó. El tamboret o la cadira solien tenir braços perquè la mare pogués agafar-s'hi durant el part. La majoria dels tamborets o cadires de part tenien respatllers contra els quals la pacient podia recolzar-se, però Sorà suggereix que en alguns casos les cadires no tenien suport i una ajudant es col·locava darrere de la mare per sostenir-la. La llevadora s'asseia davant de la mare, animant-la i recolzant-la durant el part, potser donant-li instruccions sobre com respirar i empènyer, de vegades fent massatges a l'obertura vaginal i sostenint el perineu durant l'enllumenament. Els assistents podien haver ajudat empenyent cap avall la part superior de l'abdomen de la mare.
Finalment, la llevadora rebia el nadó, el col·locava en retalls de tela, tallava el cordó umbilical i el netejava. Es ruixava el nen amb «sal fina en pols, o amb natró o escuma de nitre» per absorbir els residus del part, se l'esbandia, i després se'l tornava a empolvorar i esbandir. A continuació, les llevadores netejaven tots els mocs del nas, la boca, les orelles o l'anus. Sorà animava les llevadores a posar oli d'oliva als ulls del nadó, per netejar les restes del part, i a col·locar un tros de llana xop en oli d'oliva sobre el cordó umbilical. Després del part, la llevadora decidia si el bebè estava sa i en condicions de ser criat. Inspeccionava el nounat a la recerca de deformitats congènites i comprovava el seu plor per a saber si era robust i cordial. En darrera instància, les llevadores determinaven les possibilitats de supervivència del nadó i probablement recomanaven que un nounat amb alguna malformació greu quedés expòsit (abandonat o deixat en adopció).

### Segle XVIII
El segle xviii va marcar el començament de molts avenços al comaratge a Europa, basats en un millor coneixement de la fisiologia de l'embaràs i el part. A finals de segle, els professionals mèdics van començar a comprendre l'anatomia de l'úter i els canvis fisiològics que es produeixen durant el part. L'ús habitual del fòrceps al part també va tenir lloc en aquesta època. Tots aquests avenços mèdics en obstetrícia van servir de trampolí per a que l'home guanyés presència en un terreny fins aleshores gestionat i dirigit per dones.
Això va suposar un canvi significatiu en la professió d'obstetra. Al segle xviii els metges van començar a formar-se a l'àrea del part i van creure que, amb els seus avançats coneixements en anatomia, es podia millorar el part. A França, a aquests parters se'ls denominava accoucheurs, títol que més tard es va usar a tot Europa. La fundació de maternitats també va contribuir a la medicalització i el domini masculí de l'obstetrícia. Aquests primers hospitals especialitzats eren establiments on les dones acudien a donar a llum els seus nadons, en contraposició a la pràctica des de temps immemorials, quan la llevadora acudia al domicili de la mare. Aquesta institució proporcionava als parters homes una infinitat de pacients amb qui practicar les seves tècniques i era una forma que aquests demostressin els seus coneixements.
Moltes llevadores de l'època es van oposar amargament a la participació dels homes als parts. Alguns practicants masculins també s'hi oposaven i, fins i tot, van arribar a dir que els parters només s'hi dedicaven per una perversa satisfacció eròtica. Els accoucheurs argumentaven que la seva implicació en el comaratge millorava el procés del part.

## Procediments habituals
Els ginecòlegs i obstetres poden oferir diversos procediments mèdics per a la salut reproductiva de les dones. Un d’ells és la colposcòpia, que s’indica quan les proves de detecció del càncer de coll uterí (com el frotis de Papanicolau o la prova del virus del papil·loma humà) presenten resultats anormals; permet una exploració més detallada del coll de l’úter i dels teixits vaginals. Un altre procediment habitual és el LEEP (procediment d'extirpació electroquirúrgica amb llaç), que elimina teixit anormal del coll de l’úter de manera ràpida, sota anestèsia local i amb l’aplicació d’una solució que en facilita la visualització. Després de la intervenció, és freqüent presentar una secreció aquosa o de color marronós i rampes lleus. També es realitza sovint la biòpsia endometrial, que consisteix a extreure una mostra de teixit de la mucosa uterina per examinar-la al microscopi i detectar possibles anomalies o indicis de càncer. Pel que fa a la contracepció, es poden implantar dispositius com el DIU (dispositiu intrauterí),  que es col·loca a l’úter a través del coll uterí i és reversible. Una altra opció és l'etonogestrel, un petit implant d’uns 4 cm que s’introdueix sota la pell de l’avantbraç i allibera hormones anticonceptives durant un període de fins a tres anys, amb una eficàcia del 99%. La dilatació i curetatge és un procediment ambulatori que obre el coll de l’úter per a recollir teixit endometrial. També es pot fer per eliminar restes després d’un avortament espontani o per induir un avortament. Altres procediments quirúrgics inclouen el lligament de trompes, que consisteix a tancar les trompes de Fal·lopi per evitar embarassos; i la cistectomia ovàrica, que extreu quists de grans dimensions, d’aparença sòlida o sospitosos, sense necessitat d’extreure l’ovari.